# Osberht av Northumbria
Osberht av Northumbria, död 867, var en engelsk monark. Han var kung av Northumbria 849–867.